# Ngày Quốc tế Phi nhị giới
Ngày Quốc tế Phi nhị giới (tiếng Anh: International Non-Binary People's Day) được tổ chức hàng năm vào ngày 14 tháng 7 nhằm nâng cao nhận thức về sự hiện diện cũng như những vấn đề mà người phi nhị giới phải đối mặt xung quanh thế giới. Ngày này lần đầu được tổ chức vào năm 2012. Ngày 14 tháng 7 được chọn bởi vì đây là ngày nằm chính giữa ngày Quốc tế Đàn ông và ngày Quốc tế Phụ nữ.
Hầu hết các quốc gia trên thế giới không công nhận phi nhị giới là một giới hợp pháp, nghĩa là hầu hết những người phi nhị giới vẫn có hộ chiếu và chứng minh nhân dân bị gán giới. Tại Úc, Bangladesh, Canada, Đức, Hà Lan và New Zealand có bao gồm phi nhị giới trên hộ chiếu, và 23 bang bao gồm Washington DC tại Hoa Kỳ cho phép người dân đánh dấu giới của họ là "X" trên bằng lái.
Tuần lễ Nhận thức về Phổ phi nhị giới (tiếng Anh: Non-binary Awareness Week) là tuần được bắt đầu từ Chủ Nhật hoặc thứ Hai trước ngày Quốc tế Phi nhị giới vào 14 tháng 7. Đây là một giai đoạn nhận thức về cộng đồng LGBTQ+ dành cho những cá nhân không thuộc vào hệ nhị nguyên giới truyền thống, ví dụ những ai không hoàn toàn là nam hoặc nữ, hay những ai vừa là nam vừa là nữ, hoặc những người hoàn toàn nằm ngoài những hạng mục này.